# Lista producentów samolotów
Lista producentów samolotów istniejących obecnie i historycznych w porządku alfabetycznym.
W przypadku ZSRR/Rosji nazwa odnosi się do biura konstrukcyjnego, w którym powstawały projekty samolotów, a nie producenta.

## A
- Aermacchi (od 1913)
- Aero Commander(inne języki)
- Aerocar
- Aeronca(inne języki)
- Aerospace Industrial Development Corporation
- Aerospatiale (1970–1999)
- Aerospatiale-Matra(inne języki) (od 1999)
- Aero Vodochody
- Agusta
- Aichi
- Airbus
- Airco
- Airspeed Ltd (1931–1951)
- Albatros-Werke GmbH Flugzeugwerke
- Alon
- American Aviation(inne języki)
- Societé d’Emboutissage et de Constructions Mécaniques – Amiot(inne języki)
- Ansaldo(inne języki)
- Antonow
- Arado
- Armstrong Whitworth Aircraft
- Arsenal
- Atlas
- ATR (od 1981)
- Auster (1939–1961)
- Avia
- AviaBellanca(inne języki) (od 1983)
- Aviat(inne języki)
- Aviation Traders(inne języki)
- Avibras(inne języki)
- Avro
- Avro Canada (1945–1962)

## B
- Bachem Werke
- BAE Systems
- BAMC(inne języki)
- Bayerische Flugzeugwerke(inne języki)
- Beagle(inne języki)
- Beechcraft
- Bell(inne języki) (1935–1960)
- Bell Helicopter (od 1960)
- Bellanca(inne języki) (1927–1983)
- Beriev (od 1934)
- Blackburn Aircraft
- Blèriot(inne języki)
- Société des Avions Marcel Bloch
- Blohm und Voss
- Boeing (od 1916)
- Bölkow
- Bombardier Aviation
- Boulton Paul(inne języki) (1915–1961)
- Brantly International(inne języki)
- Breda (przedsiębiorstwo)
- Breguet (lotnictwo) (1911–1973)
- Brewster (1932–1942)
- Bristol Aeroplane Company
- British Aerospace (1977–1999)
- British Aircraft Corporation
- Britten-Norman
- Bücker
- Burgess(inne języki) (1911–1916)

## C
- Chantiers Aéro-Maritimes de la Seine (CAMS)(inne języki)
- CANT (Cantieri Ruiniti dell’Adriatico)
- Caproni
- Construcciones Aeronáuticas SA (CASA)
- Caudron(inne języki)
- Cessna
- Champion(inne języki)
- Chance Vought
- Chilton(inne języki)
- Chrislea(inne języki)
- Comper Aircraft Company(inne języki)
- Consolidated
- Convair
- Culver(inne języki)
- Curtiss Aeroplane and Motor Company (1916?–1929)
- Curtiss-Wright (od 1929)

## D
- Deutsche Aerospace AG, Daimler-Benz Aerospace AG, DaimlerChrysler Aerospace AG (DASA)
- Deutsche Flugzeug-Werke
- Dassault Aviation
- de Havilland
- de Havilland Australia(inne języki)
- de Havilland Canada
- Dewoitine(inne języki) (SNCA)
- Dornier
- DWL
- Douglas (1920–1967)
- Druine

## E
- EADS
- Eclipse Aviation
- Edgley(inne języki)
- Embraer
- Entwicklungsring-Süd (EWR)(inne języki)
- English Electric
- Enstrom(inne języki)
- ERCO Ercoupe
- Eurocopter (od 1992)

## F
- Fairchild Aircraft, Fairchild Dornier
- Fairey Aviation Co. Ltd.
- Farman
- Franco-British Aviation(inne języki)
- Fiat
- Fieseler
- Focke-Wulf Flugzeugbau GmbH
- Focke Achgelis
- Fokker
- Folland Aircraft
- Ford (1925–1945?)
- Forney
- Flugzeugbau Friedrichshafen GmbH
- Fuji
- Funk Aircraft

## G
- General Aircraft Limited(inne języki)
- General Dynamics
- Gloster
- Gothaer Waggonfabrik AG
- Grahame-White(inne języki)
- Grob Aircraft(inne języki)
- Grumman (1930–1994)
- Gulfstream Aerospace (od 1978)

## H
- Halberstädter Flugzeug-Werke (Halberstadt)
- Hamburger Flugzeugbau GmbH (HFB)
- Handley Page Aircraft Company
- Hanriot
- Hansa und Brandenburgische Flugzeugwerke(inne języki)
- Harbin Aircraft Manufacturing Corporation(inne języki)
- Hawker (1920–1934)
- Hawker Siddeley Company (1934–1977)
- Hawker Pacific Aerospace(inne języki) (od 1980)
- Heinkel
- Helio
- Henschel
- Hiller(inne języki)
- Hindustan Aeronautics Limited(inne języki) (HAL)
- Hughes
- Hunting

## I
- IAR (Rumunia)
- Ikarus
- Iliuszyn
- Israel Aerospace Industries (od 1953)

## J
- Jakowlew
- Junkers

## K
- Kaman
- Kamow
- Kawanishi
- Kawasaki
- Koolhoven(inne języki)
- Korea Aerospace Industries

## L
- Lake Aircraft(inne języki)
- Lancashire
- Latham Cie. Societe Industrie de Caudebec
- Laverda
- LeO
- Letov(inne języki)
- Lisunow
- Lockheed Martin (od 1996, przedtem Lockheed)
- Loening Aeronautical(inne języki)
- Luscombe
- Luton
- Luft-Verkehrs-Gesellschaft
- LWS
- LWD

## Ł
- Ławoczkin

## M
- Martin (1912–1916, 1917–1961)
- Magyar Lloyd Flugzeug und Motoren Fabrik
- Margański & Mysłowski Zakłady Lotnicze
- Martin-Baker
- Martinsyde(inne języki)
- Maule Air(inne języki)
- McDonnell
- McDonnell-Douglas
- Messerschmitt
- Messerschmitt-Bölkow
- Messerschmitt-Bölkow-Blohm (MBB)
- MiG
- Mil
- Miles
- Mitsubishi
- Mooney
- Morane
- Miasiszczew

## N
- Nakajima
- NAMC
- NHIndustries
- Nieuport
- Nieuport Macchi
- North American (1928–1966)
- Northrop Corporation (1926–1994)
- Northrop Grumman (od 1994)

## O
- Oeffag

## P
- Panavia(inne języki)
- Parnall(inne języki)
- Partenavia(inne języki)
- Percival(inne języki)
- Piaggio Aero
- Pilatus Aircraft
- Piper Aircraft
- Pitts
- Polikarpow
- Potez
- PWS
- Promavia
- PZL

## R
- Raytheon
- Rearwin(inne języki)
- Reggiane
- Republic (1939-?)
- Robin(inne języki) (od 1969)
- Robinson(inne języki)
- Rockwell
- Rogožarski(inne języki)
- Rotorway(inne języki)
- Royal Aircraft Establishment (R.A.F.)
- Rumpler
- Rutan
- RWD

## S
- Saab
- Salmson
- Samolot (wytwórnia lotnicza)
- Saunders-Roe
- Scaled Composites
- Schweizer Aircraft Corporation(inne języki)
- Scottish Aviation
- SEPECAT(inne języki)
- Short Brothers
- SIAI-Marchetti
- Siebel Flugzeugwerke
- Sikorsky
- Slingsby Aviation(inne języki)
- Smiths Aerospace(inne języki)
- SNCAC
- Socata(inne języki)
- SOKO Metalopreradivacka Industrija(inne języki)
- Sopwith Aviation Company
- SPAD
- Spartan
- Suchoj (1939- nadal)
- Sun Lake Aircraft
- Supermarine
- Swearingen(inne języki)

## T
- Taylorcraft
- Technovia(inne języki)
- Thomas-Martin
- Trago Mills
- Travelair
- Tupolew

## U
- Udet Flugzeugbau(inne języki)
- Utva(inne języki) (od 1937)

## V
- Vereinigte Flugtechnische Werke GmbH (VFW)(inne języki)
- Vickers
- Vickers-Armstrongs
- Voisin
- Vought

## W
- Waco
- Weser Flugzeugbau(inne języki)
- Westland Aircraft Limited
- Westland Helicopters
- Wiener Neustädter Flugzeugwerke(inne języki)
- Wright Aeronautical (1919–1929)
- Wright Company(inne języki) (1909–1916)
- Wright-Martin(inne języki) (1916–1919)
- WSK Rzeszów
- WSK-Mielec

## Y
- Yokosuka Naval Arsenal(inne języki)

## Z
- Zakłady Mechaniczne Plage i Laśkiewicz
- Zeppelin
- Zlin Aircraft